# Innovatie
Innovatie of vernieuwing is een nieuw idee, goed, dienst en proces of combinatie daarvan. Innovatie kan plaatsvinden binnen organisaties maar ook binnen bredere – sociale – verbanden. Het proces van innoveren (innovatieproces) omvat het geheel van menselijke handelingen gericht op vernieuwing (van producten, diensten, productieprocessen, etc.). De verspreiding van innovatie wordt innovatiediffusie genoemd.
Innovatie is een proces waarbij de basis gevormd wordt door ideeën die gegenereerd worden door het creatief benaderen van bepaalde probleemstellingen. Deze ideeën ondergaan een ontwikkeling die leidt tot een prototype van product, dienst, proces of een combinatie ervan. Het idee-concept leidt zo concreet tot een product en dienst die marktklaar gemaakt wordt en via mogelijke marketing in de desbetreffende markten kan gezet worden. Het succes van de innovatie is sterk afhankelijk van het markt klaar zijn van de innovatie: dit wordt afgeleid door het succes van de verkoop.

## Afbakening
Innovatie is meer dan alleen een technische verbetering. Innovatie kan ook in bijvoorbeeld management of marketing plaatsvinden. De gevolgen van het op een nieuwe wijze toepassen van een bestaand product kunnen even groot zijn als de gevolgen van de introductie van het product zelf. Zo is de komst van het internet een technische innovatie, die zonder de ontwikkeling van e-business-strategieën waarschijnlijk minder succesvol zou zijn geweest. Garcia en Calanone merken in dit kader op dat innovaties anders zijn dan uitvindingen. Een ontdekking die nooit uit het laboratorium komt, blijft een uitvinding. Pas als een ontdekking in productie genomen wordt en waarde voor de onderneming toevoegt, zelfs als dat in de vorm van kostenbesparingen is, kan het een innovatie genoemd worden. In deze laatste omschrijving kan innovatie niet los gezien worden van marketing; zonder succesvolle vermarkting - commercialisatie - bestaat er geen innovatie.

### Geschiedenis
Innovatie komt van het Latijnse woord innovatio, het werkwoord innoveren komt van innovare. Door de jaren heen maakt de interpretatie een ontwikkeling door. Al eeuwen is er in de literatuur sprake van innovatie. Niet dat dat als zodanig werd benoemd. De visionair Leonardo da Vinci was wellicht een innovator met zijn talloze publicaties, velen zijn geneigd hem als een uitvinder te bestempelen. In de 20e eeuw was techniek en technologie het primaire aandachtsgebied van economische literatuur over innovatie. In 1934 stelde de econoom Joseph Schumpeter zijn neue Kombinationen aan de orde. Hij maakte onderscheid tussen nieuwe of verbeterde producten, nieuwe productiemethoden, nieuwe markten en nieuwe manieren om bedrijven te organiseren. De revival van de Schumpeteriaanse traditie door Christopher Freeman stelde in 1974:
An innovation in economic sense is accomplished only with the first commercial transaction involving the new product, process, system or device, although the word is also used to describe the whole process.
De secundaire aandachtsgebieden betroffen de organisatorische en marketingaspecten van het innoveren. Zo was succesvolle commercialisatie van de innovatie een belangrijk element ter onderscheiding van de uitvinding. De OECD hanteert in 2002 dat element in haar definitie:
A technological product innovation is the implementation/commercialisation of a product with improved performance characteristics such as to deliver objectively new or improved services to the consumer. A technological process innovation is the implementation/adoption of new or significantly improved production or delivery methods. It may involve changes in equipment, human resources, working methods or a combination of these.
Innovatie omvat echter meer dan alleen technische innovatie. Mede door de overgang van de industrieel georiënteerde maatschappij naar de kennis en dienstengeoriënteerde maatschappij kwam sociale innovatie onder de aandacht. In Nederland hanteerde de Taskforce Sociale Innovatie in 2005 de definitie:
[...] vernieuwing van de arbeidsorganisatie en maximaal benutten van competenties, gericht op het verbeteren van de bedrijfsprestaties en ontplooiing van talent.
Zo stellen Howard en Schwarz in 2010:
A social innovation is new combination and/or new configuration of social practices in certain areas of action or social contexts prompted by certain actors or constellations of actors in an intentional targeted manner with the goal of better satisfying or answering needs and problems than is possible on the basis of established practices.
Nog breder wordt de interpretatie als de innovatiesystemen worden beschouwd:
[...] system of innovation as all important economic, social, political, organizational, and other factors that influence the development, diffusion, and use of innovations.
Hierin passen ook compleet andere interpretaties, zoals open innovatie dat refereert aan samenwerkingspatronen tussen organisaties bij (product-)innovatie.
Kortom, innovatie werd door de decennia heen steeds breder geïnterpreteerd. Het onderscheid werd in eerste instantie gemaakt in termen van techniek-markt, evolutionair-revolutionair, radicaal-stapsgewijs, discontinue-continu. Terwijl later daar aan toegevoegd werden het denken in termen van individu-maatschappij en instituties-netwerken. Samenvattend was een 'innovatie' oorspronkelijk een – techniek bepaalde - vernieuwing in een product, in productieprocessen, in technologieën, door de jaren heen kan innovatie ook betrekking hebben op sociale structuren: nieuwe organisatievormen, nieuwe instituties en (ver)nieuwe(nde) samenlevingen.

### Innovatie geanalyseerd
Innovatie heeft altijd met verandering te maken. Maar het is meer dan een dagelijkse verandering als de weersverandering. Het is meer dan een oppervlakkig verandering, zoals de nieuwe mode in kleding. Het is meer dan een mutatie die per ongeluk optreedt, zoals biologische mutaties. Het is een door de mens geïnitieerde gerichte, doelbewuste verandering. Het is een sprongsgewijze verandering van het oude naar het nieuwe. Zo stelt Buys:
Innovatie is een sprongsgewijze verandering in Product-markt-technologie-combinaties van bestaande (industriële) bedrijven.
Discontinuiteit: het oude en het nieuwe wordt verbonden door een sprongsgewijze gerichte verandering als gevolg van een gerichte - menselijke - inspanning die binnen een beperkte tijdspanne plaatsvindt en die als vernieuwend wordt ervaren. Veelal door de gebruiker, maar ook wel door de maker respectievelijk de observator.
Innovatie heeft altijd betrekking op vernieuwing. Het betreft niet zozeer de fundamentele vernieuwing – getypeerd als uitvinding – noch de graduele vernieuwingen getypeerd als aanpassingen – zoals biologische adaptatie. De uitvinding van de stoommachine, de gloeilamp en de transistor waren zeer fundamentele vernieuwingen met een revolutionair karakter (breakthrough inventions). Zo stelt Mansfield:
An invention, when applied for the first time, is called an innovation.
Productaanpassingen zijn onder meer een nieuw automodel met nog een lagere luchtweerstand, een nog snellere computer met meer geheugen en een opnieuw sterk verbeterd vaatwasmiddel. Dat zijn de geleidelijke vernieuwingen met een evolutionair karakter. Op het spectrum van aanpassing tot uitvinding bevindt innovatie zich daar tussenin. Waarbij de mate van nieuwigheid leidt tot het onderscheid tussen marginale innovaties (met kleine sprongen) versus radicale innovaties (met grotere sprongen).
Systeemverandering: abstracter gesteld is innovatie een verandering in een (sociaal, sociaal-technisch, technisch) systeem, dat ervaren wordt als hebbende een sprongsgewijs karakter. Het systeem kan een product zijn, een techniek of technologie, een organisatie of zelfs de samenleving. Bij innovatie ontstaan er niet – zoals bij de uitvinding – nieuwe systemen. Veeleer is het een bestaand systeem dat – al dan niet op onderdelen - wordt vernieuwd.
Innovatie ontstaat vaak op raakvlakken van verschillende thema’s en op raakvlakken van verschillende bedrijven (Voorbeeld innovatie Energiefabriek: raakvlak van waterzuivering en energieproductie. Raakvlak van waterschap Rijn en IJssel en Avico).
| Aanpassingen | Aanpassingen                                                                              | Innovaties | Innovaties | Uitvindingen                                                             | Uitvindingen                                                             |
| --- | ----------------------------------------------------------------------------------------- | --- | --- | ------------------------------------------------------------------------ | ------------------------------------------------------------------------ |
| Beperken zich tot de reeds aanwezige systeemeigenschappen (zoals kleur, vorm, toepassing)                                                        | Beperken zich tot de reeds aanwezige systeemeigenschappen (zoals kleur, vorm, toepassing) | Realiseert veranderingen in het systeem door (bv) toevoegingen van nieuwe eigenschappen en functies, door een andere realisatie van bestaande functies | Realiseert veranderingen in het systeem door (bv) toevoegingen van nieuwe eigenschappen en functies, door een andere realisatie van bestaande functies | Grensoverschrijdend en systeem ontwerpend, creatie van een nieuw concept | Grensoverschrijdend en systeem ontwerpend, creatie van een nieuw concept |
| Stilistische aanpassingen | Gebruiks-aanpassingen                                                                     | Marginale, Incrementele innovaties | Radicale, Basis innovaties | Doorbraak uitvindingen                                                   | Fundamentele uitvindingen                                                |
| Voorbeelden uit de elektronica: Deze voorbeelden zijn een mooie illustratie van een subjectieve beoordeling binnen de wereld van de elektronica. |                                                                                           | | |                                                                          |                                                                          |
| Gekleurde behuizingen | Slimline pc                                                                               | Portable pc, Tablet-pc | Personal computing (pc) | Microcomputer IC (Intel 4004)                                            | Halfgeleidertechnologie (1)                                              |
| Verschillende tv-modellen | Verschillende tv-uitvoeringen                                                             | Plasma-, lcd-, led-televisies | Solid state televisieschermen | Plasma/lcd/led- technologie                                              | Halfgeleidertechnologie (2)                                              |

Wat een innovatie precies is, wanneer er wel of niet van een innovatie kan worden gesproken, hoe een innovatie wordt gedefinieerd, hangt af van diegene die het interpreteert. Is de innovatie nieuw voor de gebruiker (= markt), voor de maker (= bedrijf), voor het collectief (=maatschappij)? Is het alleen een innovatie als het nog nooit eerder bestaan heeft?
Zo zal een elektronicus lyrisch kunnen worden als zij opsomt welke innovaties nodig waren om tot de huidige televisietoestellen te komen (resulterend in plattere, grotere en scherpere televisies), maar de gemiddelde televisiekijker ervaart dit wellicht eerder als productaanpassingen. De ondernemer die weet wat er allemaal moet gebeuren voor er een nieuw product kan worden gerealiseerd (de productontwikkeling en het procesontwikkeling) en gecommercialiseerd (marketing- en verkoopinspanningen), kijkt heel anders tegen een nieuw product aan dan de gebruiker.
Het element nieuw wordt dus gekoppeld: bijvoorbeeld nieuw voor de wereld, nieuw voor een regio, nieuw voor het bedrijf, nieuw voor de markt. Kortom, de interpretatie, de ervaring van de sprongsgewijze verandering kan verschillend zijn. Het begrip innovatie is dus per definitie subjectief.
Referentiekader: Het gezichtspunt van de beoordelaar van de sprongsgewijze verandering in het socio-technische systeem, het referentiepunt derhalve, is bepalend voor het subjectieve oordeel of er sprake is van innovatie. Dit verklaart waarom er zo veel verschillende definities van innovatie gevonden worden.
Het begrip innovatie kan niet los gezien worden van de tijd. Kan een geleidelijke reeks van marginale veranderingen – bijvoorbeeld een die zich over meerdere jaren, zo niet decennia uitstrekt - ook een innovatie zijn? Zoals cultuurveranderingen die optreden als gevolg van technologische innovaties. Hierbij worden niet de eerder genoemde aanpassingen bedoeld, maar veranderingen die ook een sprongsgewijs karakter hebben. Is een nieuw product dat pas over een langere tijd gezien de markt verovert, ook een innovatie? Zo stellen Kline en Rosenberg:
[...] it is a serious mistake to treat an innovation as it were a well defined, homogenous thing that could be defined as entering at a precise date or becoming available at a precise point in time [...].
Tijdsbestek: Het tijdsbestek waarbinnen de verandering zich afspeelt zal mede bepalend zijn voor de perceptie van het begrip innovatie. Ook dit is een subjectief element.
Het voorgaande geeft een aantal elementen aan die bepalend zijn voor de interpretatie van het begrip innovatie. Ze leiden tot de volgende abstracte definitie van innovatie:
Een innovatie is een - door de mens - geïnitieerde en gerichte verandering in een systeem die, vanuit een bepaald gezichtspunt en binnen een bepaald tijdbestek, als sprongsgewijs wordt ervaren.

### Typologie van innovaties
Innovatie is altijd vernieuwing van iets concreets: van een product (productinnovatie), technologie (technologische innovatie), productieproces (procesinnovatie), organisatie (organisatie-innovatie) en/of markt (marktinnovatie). Er wordt zelfs gesproken over sociale innovaties in onderdelen van organisaties en de samenleving. Onderstaande omschrijvingen geven een niet uitputtend overzicht van verschillende soorten innovaties.

#### Technologische innovaties
- Bij een productinnovatie kan het zijn dat er een nieuwe technologie wordt toegepast om eenzelfde functie te realiseren, bijvoorbeeld de innovatie van het horloge waarbij de mechanische horloge vervangen werd door het elektronische horloge. Maar ook complete nieuwe functies ontstaan vaak uit nieuwe technologie, denk aan personal computing, mobiele telefonie.
- Bij een technologische innovatie kunnen uitvindingen leiden tot een nieuwe technologie. Zo ontstond de halfgeleidertechnologie uit de uitvindingen in de vastestoffysica. Binnen de halfgeleidertechnologie volgden daarop een reeks van andere technologische innovaties, zoals de miniaturisatie die tot de Integrated Circuits – de micro-elektronische chips - leidden. Met als gevolg een vloed aan nieuwe producten die voorheen nog niet bestonden, bijvoorbeeld de microprocessor leidende tot Personal Computer.
- Bij procesinnovatie wordt een nieuwe technologie gebruikt om oude producten opnieuw te realiseren. Het is dus een nieuw productieproces. De daaruit voortvloeiende producten behoeven geen innovaties te zijn, maar de wijze waarop ze gerealiseerd worden is fundamenteel anders. Zo wordt de plastic emmer anders gemaakt dan de zinken emmer).

#### Niet-technologische innovaties
- Bij een marktinnovatie (markt als verzameling van gebruikers), ook wel benoemd als marketinginnovatie, kan het zijn dat er een nieuwe groep van gebruikers wordt gevonden voor het bestaande product: bijvoorbeeld een exportmarkt, een demografische markt. Marktinnovatie voor een bedrijf is zo de uitbreiding van de bediende klantsegmenten.
- Organisatie-innovatie betreft de vernieuwingen die optreden in instituties en bedrijven. Het zijn daar zowel vernieuwing in organisaties als vernieuwing van de arbeidsorganisatie, zoals het fabriceren met een lopende band in de auto-industrie. Zo beïnvloedt telewerken niet alleen de kantoororganisatie, maar ook de sociale aspecten van de organisatie. Zie ook sociale innovatie.

#### Overige innovaties
- Een sociale innovatie betreft vernieuwingen die optreden in organisaties en de samenleving. Bij sociale innovatie in organisaties is sprake van vernieuwing van de wijze waarop het werk in ondernemingen wordt georganiseerd, en wel op een zodanige wijze dat zowel arbeidsproductiviteit als kwaliteit van de arbeid daarmee gebaat zijn. Bij sociale innovatie in de samenleving, ook wel als maatschappelijke innovatie betiteld, wordt gedoeld op sprongsgewijze verandering in de samenleving.
- Een financiële innovatie betreft vernieuwing die te maken met financiële instituten als banken en verzekeraars en haar diensten. Dit betreft zowel de dienstverlening als de organisatiewijze waarop de diensten worden gerealiseerd. Internetbankieren is een voorbeeld hoe zakelijke en particuliere financiële transacties op totale andere wijze worden gerealiseerd dan voorheen, zoals via papieren overschrijven, lokettransacties.

### Samenhang tussen typen innovaties
Er is een verband tussen de verschillende typen van innovatie. Op basis van uitvindingen ontstaan technologische innovaties, leidende tot een reeks van productinnovaties die weer gevolgd worden door marktinnovaties. Maar doordat er complete nieuwe industrieën ontstaan, zijn er ook organisatie-innovaties. Het ontstaan daarvan en het gebruik van al die nieuwe producten en technieken leidt tot sociale innovaties.
Zo is de uitvinding van de stoomkracht de bron voor technologische ontwikkelingen in vermogensopwekking (procesinnovaties). De fundamentele uitvinding van de stoommachine waarbij menselijke en dierlijke kracht vervangen werd door machinale kracht. Uitvindingen die weer hebben geleid tot een reeks van nieuwe producten met een steeds aantal toenemende functies (productinnovaties). Zoals de stoomtreinen met hun netwerken van rails, of de fabrieken waarin kracht vanaf een centraal punt (de stoommachine) via distributienetwerken (de poeliesystemen met leren banden) naar individuele werktuigen (textielmachines ) werd gedistribueerd. Golven van nieuwe producten vonden nieuwe toepassingen en nieuwe gebruikers (marktinnovaties), veranderden organisaties en de samenleving (sociale innovaties). De eerste industriële revolutie – met al haar verschijnselen als fabrieksarbeid, verstedelijking en woningnood, industrialisatie en maatschappelijke omwentelingen - is daar mede het gevolg van.
Zo is de uitvinding van de elektriciteit de bron voor technologische ontwikkelingen in energieopwekking en –distributie, communicatie (procesinnovaties). Die hebben weer geleid tot een reeks van nieuwe producten met een steeds aantal toenemende functies (productinnovaties). Zoals de flexibele kleine elektromotor waaruit elektrisch aangedreven machines (voor metaalbewerking zoals draaibanken, ponsmachines) en gereedschappen (boormachines, zaagmachines) ontstonden. Of de koolstofgloeilamp die met de netwerken van elektriciteitsdistributie "licht bracht in de duisternis" in woningen, fabrieken, kantoren en openbare ruimtes (straatlantaarn). De verschillende vormen van openbaar vervoer die gebruik maakten van elektriciteit: trein, trolleybus, tram en metro. En niet te vergeten de telegraaf en telefoon: communicatie over afstand werd mogelijk door wereldomspannende telefoonnetwerken. Kortom, een vloed aan nieuwe producten vonden nieuwe toepassingen en nieuwe gebruikers (marktinnovaties), veranderden organisaties en samenleving (sociale innovaties). Dit onderdeel van de tweede industriële revolutie bepaalt het leven van vandaag in hoge mate.
Zo is de uitvinding van de halfgeleidertechnologie de bron voor een technologische ontwikkelingen in de micro-elektronica (procesinnovaties). Die hebben weer geleid tot een reeks van nieuwe producten met een steeds aantal toenemende functies (productinnovaties). De klassieke telefoon van Edison werd de moderne smartphone, zoals de iPhone, waarmee je kunt gamen, internetten, sms/mms'en, fotograferen, muziek afspelen, televisiekijken, video opnemen en ook telefoneren. Deze nieuwe producten vonden nieuwe toepassingen en nieuwe gebruikers (marktinnovaties). Maar de invloed is veel groter. Zo resulteerden de productinnovaties als de personal computer en de communicatie- en informatietechnologie tot een reeks van marktinnovaties als Facebook en Twitter die sociale innovaties (Big brother is watching you) tot gevolg hebben. De informatierevolutie heeft het leven van ieder lid van de samenleving danig beïnvloed.

## Noodzaak
Innovatie wordt door de overheid als noodzaak gezien om economische groei te waarborgen. Achterliggende oorzaak hiervoor is dat de Europese economieën in veel traditionele productie-industriesectoren steeds minder concurrerend blijken, en er alternatieve bronnen van werkgelegenheid gevonden moeten worden.
Dit is uitgewerkt in de Strategie van Lissabon van de Europese Unie en het Nederlandse Innovatieplatform. In Vlaanderen wordt het innovatiebeleid uitgevoerd door het IWT – voluit "Instituut voor de aanmoediging van innovatie door Wetenschap en Technologie in Vlaanderen".

## Stimulans tot innovatie
Succes van een innovatie-inspanning is doorgaans moeilijk vooraf te voorspellen. Investeringen in innovaties zijn daardoor risicovol. Vier omgevingsfactoren kunnen innovaties stimuleren:
- Overheidsbeleid. Een overheid die eisen oplegt aan producten, of systematisch beleid voert om bestaande normen verder op te voeren, dwingt bedrijven inventief te zijn en met betere producten te komen. Wie niet aan de eisen kan voldoen kan het risico lopen omzet te verliezen. Hoe meer consumenten aanwezig zijn in de markt waar de strenge eisen gelden en hoe kapitaalkrachtiger deze consumenten gemiddeld zijn, des te effectiever werkt zulk beleid. Voor het bedrijf dat wel of als eerste aan de eisen kan voldoen ligt een grote markt open.
- Concurrentie. Als de concurrent een beter product op de markt zet voor een scherpe prijs, vormt dit een bedreiging voor ondernemers. De dreiging van innovaties door de concurrentie is een sterke stimulans tot innovatie. Bij afwezigheid van concurrentie is de kans groter dan ondernemingen niet of slechts minimaal zullen innoveren.
- Uitvinders met een goed idee en voldoende commerciële inslag. Uitvinders met een sterke drive om met hun product de wereld beter te maken en er zelf rijker van te worden, werken hard aan een commercieel geloofwaardig concept. Beide zijn nodig om te zorgen dat de uitvinding ook echt een innovatie wordt. Een te sterke technologiefocus zonder goede commercialisatie resulteert in een grotere kans op een niet-succesvolle innovatie.
- Klanten en partners. Met een open innovatiemodel betrekken organisaties hun potentiële klanten en businesspartners bij het ontwikkelen van producten of diensten. Door met een grote groep mensen nieuwe producten of diensten te ontwikkelen, zijn organisaties beter in staat hun aanbod af te stemmen op de behoeften van de markt.

## Innovatie moet in sommige gevallen worden gestuurd
Innovatie levert niet per definitie ook maatschappelijk betere producten op:
Innovatie gestimuleerd door concurrentie levert enkel producten op die de consumenten beter vinden. Dat wil niet zeggen dat deze producten bijvoorbeeld ook veiliger, energiezuiniger en milieuvriendelijker zijn. Als bijvoorbeeld energie zeer weinig kost, vindt de gemiddelde consument energiegebruik en milieuvriendelijkheid niet van doorslaggevend belang in zijn koopgedrag.
Er is geen algemene consensus dat innovatieprocessen die gestuurd worden door subsidies en niet door een intrinsieke drive om bepaalde resultaten op te leveren even succesvol zijn als intrinsiek gestimuleerde innovatie. In het algemeen levert een proces datgene op waar de procesleider op stuurt. Hoe gemotiveerder deze is, en hoe vrijer in het aanwenden van middelen om het doel te bereiken, des te meer kans op succes. Subsidieregelingen bieden in het algemeen echter zeer veel beperkingen.
Mariana Mazzucato heeft met haar historisch onderzoek laten zien dat belangrijke disruptieve innovaties zoals het internet, innovaties in het energiesysteem, en de ontwikkelen van nieuwe geneesmiddelen hun oorsprong hebben in een duidelijke visie van een overheid, een kennisinfrastructuur van en consequente financiële stimulering door diezelfde overheid. Dit in tegenstelling tot de bewering dat men innovatie vooral dient over te laten aan bedrijven omdat zij daar beter in zouden zijn dan de overheid, blijkt uit haar onderzoek dat deze bewering niet klopt. Bedrijven hebben vooral profijt van een overheid die een omvattende visie op vooruitgang heeft en daar fors in investeert. Bedrijven zijn namelijk goed in staat om gebruik te maken van baanbrekende innovaties door op de (door overheden geïnduceerde) disruptieve innovaties voort te bouwen (via incrementele innovatie) en daar aan te verdienen.
Overheidsbeleid kan dus gericht maatschappelijk relevante innovatie induceren. Maatschappelijk relevante innovaties op het gebied van energie en milieu, zoals nu aan de orde, zijn daar een voorbeeld van. Een overheid met visie en lef creëert dan (naar verwachting) naast in potentie baanbrekende innovaties, en de gewenste maatschappelijke veranderingen, ook een economisch systeem waar verdiend kan (blijven) worden.
De vraag is dan wat die overheid precies moet doen. Enerzijds om voldoende te doen zonder te veel te reguleren en anderzijds om door overheden gedane investeringen weer terug te laten vloeien om in de toekomst over voldoende middelen te beschikken om maatschappelijk relevant te kunnen blijven innoveren. Immers bedrijven verdienen fors aan de productontwikkelingen die ze kunnen doen, dankzij de door de overheid ingezette disruptieve innovaties op basis van publieke middelen. Overheden zouden naast die heldere visie, een kennisinfrastructuur en gerichte investeringen, dus moeten stimuleren op een manier dat er sprake is van voldoende ‘return on investment’. Dat kan via een investeringsbankstructuur (zoals in Denemarken), of via een passend belastingstelsel. Daarnaast is een heldere visie vertaald in afspraken over de verwachte voortgang (bijvoorbeeld ontwikkeling van de accuprestatie versus prijs) en reductie (Of beprijzing) van externaliteiten (milieu-impact, materiaal efficiency etc) een andere voorwaarde voor het gelegitimeerd beschikbaar stellen van publieke middelen.

## Stimulatie
Het bevorderen van innovatie kan op verschillende manieren:
- het nemen van het risico van innovatie aantrekkelijker maken voor bedrijven, uitvinders, instellingen en organisaties. Dit kan door het mogelijke resultaat in geld aantrekkelijker te maken.
- het, als overheid, stellen van heldere, strenge eisen aan (consumenten)producten en processen, bijvoorbeeld ten aanzien van de veiligheid, het energiegebruik, de milieu-effecten, etc. Producten die niet aan de eisen voldoen mogen niet worden verkocht.
- helder en consistent lange termijn-overheidsbeleid, zowel wat betreft (toekomstige) eisen aan producten en processen als wat betreft de subsidies om ontwikkeling en invoering daarvan te stimuleren.
- het oplijnen van de institutionele prikkels voor de deelnemers in het innovatieproces.
- het ter beschikking stellen van geld voor onderzoek.
- het verminderen van regels en barrières voor bedrijven en instellingen, bijvoorbeeld met betrekking tot de invoering van nieuwe technologieën.
- het vormen van clusters waar kennisintensieve organisaties (universiteiten, bedrijven, enzovoort) samenwerken.
- het voeren van een actief beleid door overheidsorganen zelf, om voor innovatieve methodes te kiezen in plaats van voor traditionele.
- het toepassen van beter kennismanagement.
- het stimuleren van het registreren van octrooien, alhoewel dit punt door de aanhangers van open source weer bestreden wordt.
- het stimuleren van het gebruik van informatie uit octrooien. Op diverse punten in het innovatieproces kan een onderzoek in octrooidatabanken veel informatie bieden over reeds ontwikkelde techniek op dat terrein.
- het ter beschikking stellen van geschikte begeleiding voor bedrijven die wensen te innoveren.
- het samenbrengen van innoverende bedrijven in lerende netwerken waar ervaringen rond innovatie worden uitgewisseld
- het visualiseren van innovatie: resultaten tonen aan het grote publiek als stimulans voor nog meer innovatie

## Visie
Innovatie is zorgen dat klanten, in samenwerking met (netwerken van) bedrijven, een steeds persoonlijkere en uniekere ervaring kunnen creëren.
Gemeenschappen van goed geïnformeerde consumenten krijgen steeds meer invloed en vormen niet meer een passieve doelgroep. Innovatie verschuift daarom meer naar innovatie van ervaringsomgevingen, waarin consumenten(gemeenschappen) en (netwerken van) bedrijven samenwerken aan persoonlijkere ervaringen van individuele klanten. De rollen van bedrijven en consumenten komen als het ware steeds dichter bij elkaar te liggen.
Innoveren voor ondernemingen is uiteindelijk een noodzakelijk proces in het creëren van groei. Het succes van innoveren is gekoppeld aan het marktgerichte karakter van het uiteindelijke product en/of dienst. In deze laatste stap is het de eindgebruiker die door zijn koopgedrag en opgedane gebruikservaring de innovatie als succesvol/waardevol zal ervaren. Deze ervaringen zullen dan ook via recensies openbaar worden gemaakt.